# Hugo III av Burgund
Hugo III av Burgund, född 1142, död 1192, var regerande hertig av Burgund från 1162 till 1192. 